# Geschäftsführende Regierung
Eine geschäftsführende Regierung amtiert in repräsentativ-demokratisch verfassten Staaten in der Zeit zwischen der Konstituierung eines neugewählten Parlaments und der Neuwahl einer Regierung durch das neue Parlament.

## Situation in Deutschland
Die Übergangszeit nach der Neuwahl des Deutschen Bundestages ist in Artikel 69 des Grundgesetzes geregelt.
Nach Absatz 2 des Artikels endet mit der Konstituierung eines neugewählten Bundestages die Amtszeit des bis dahin amtierenden Bundeskanzlers, und damit unmittelbar auch die Amtszeit der weiteren Mitglieder der Bundesregierung.
Da der Bundestag in der Regel nicht schon in seiner konstituierenden Sitzung einen neuen Bundeskanzler wählen kann, verpflichtet Artikel 69 Abs. 3 die Mitglieder einer „alten“ Bundesregierung, die Amtsgeschäfte auf Ersuchen des Bundespräsidenten bis zur Wahl und Ernennung einer neuen Bundesregierung weiterzuführen. Mit dieser übergangsweisen Amtsführung behalten die Regierungsmitglieder (der Kanzler und die Minister) formal alle Kompetenzen, die sie auch zuvor hatten. Es gehört aber zur politischen Kultur in Deutschland, dass die geschäftsführende Regierung in ihrem Handeln keine Entscheidungen trifft, die die nachfolgende reguläre Regierung unnötig binden oder in ihren Gestaltungsmöglichkeiten einschränken würden. Dies betrifft vor allem finanzielle und personelle Fragen, aber auch die Verabschiedung von Gesetzentwürfen und die diplomatischen und vertraglichen Beziehungen zu anderen Staaten.

### Versteinerungsprinzip
Für die geschäftsführende Bundesregierung gilt das sogenannte Versteinerungsprinzip. Danach dürfen keine neuen Minister ernannt werden, weil das einer Regierungsneubildung gleichkäme. Rücktritte und Entlassungen sind möglich, vakant werdende Ressorts können durch andere Mitglieder der geschäftsführenden Regierung übernommen werden.